# Wilhelmine von Preußen (1751–1820)

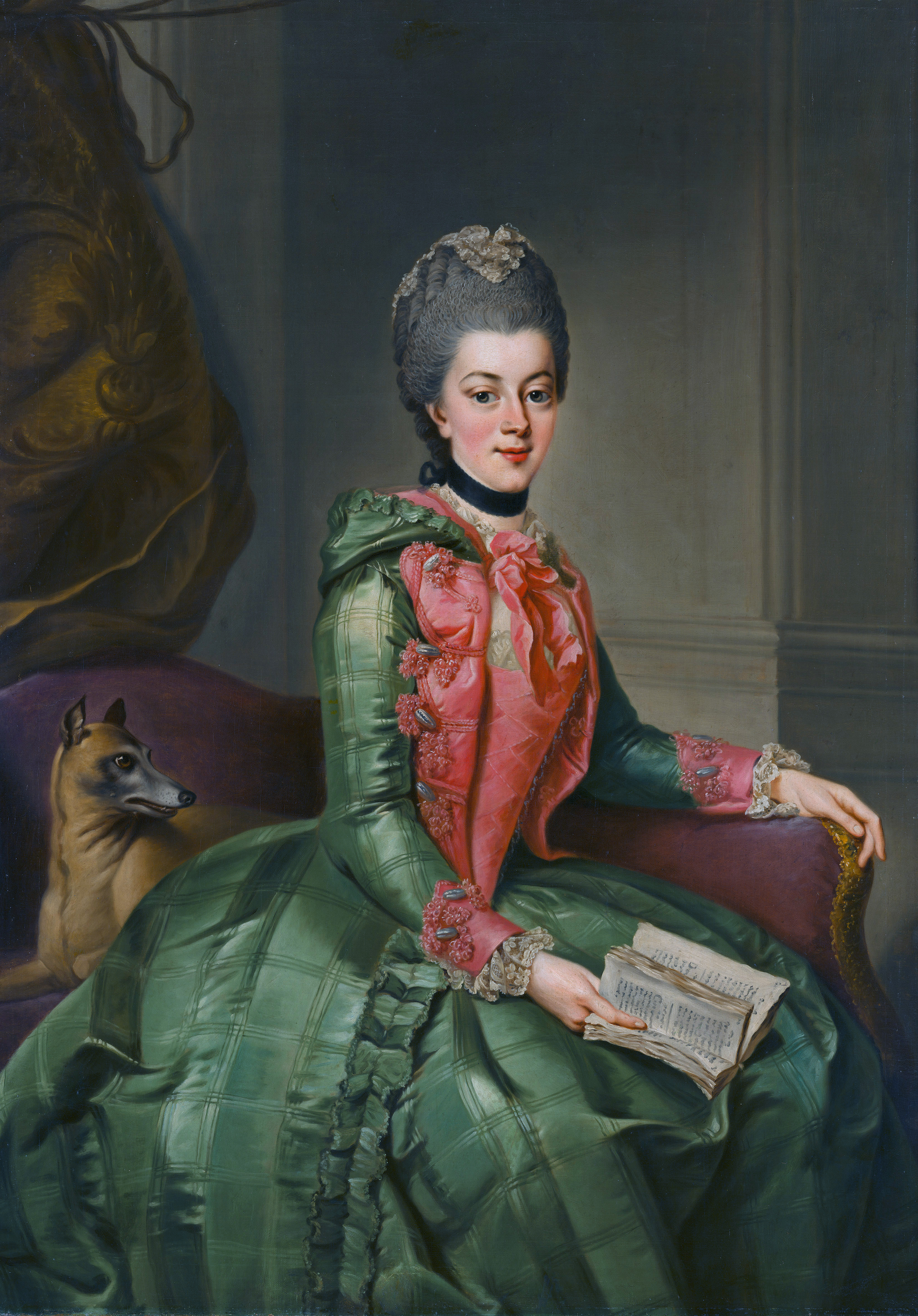
Porträt der Prinzessin Friederike Sophie Wilhelmine von Preußen, Gemälde von Johann Georg Ziesenis d. J., Öl auf Leinwand, 1768/69

Wilhelmine von Preußen, Statthalterin der Niederlande

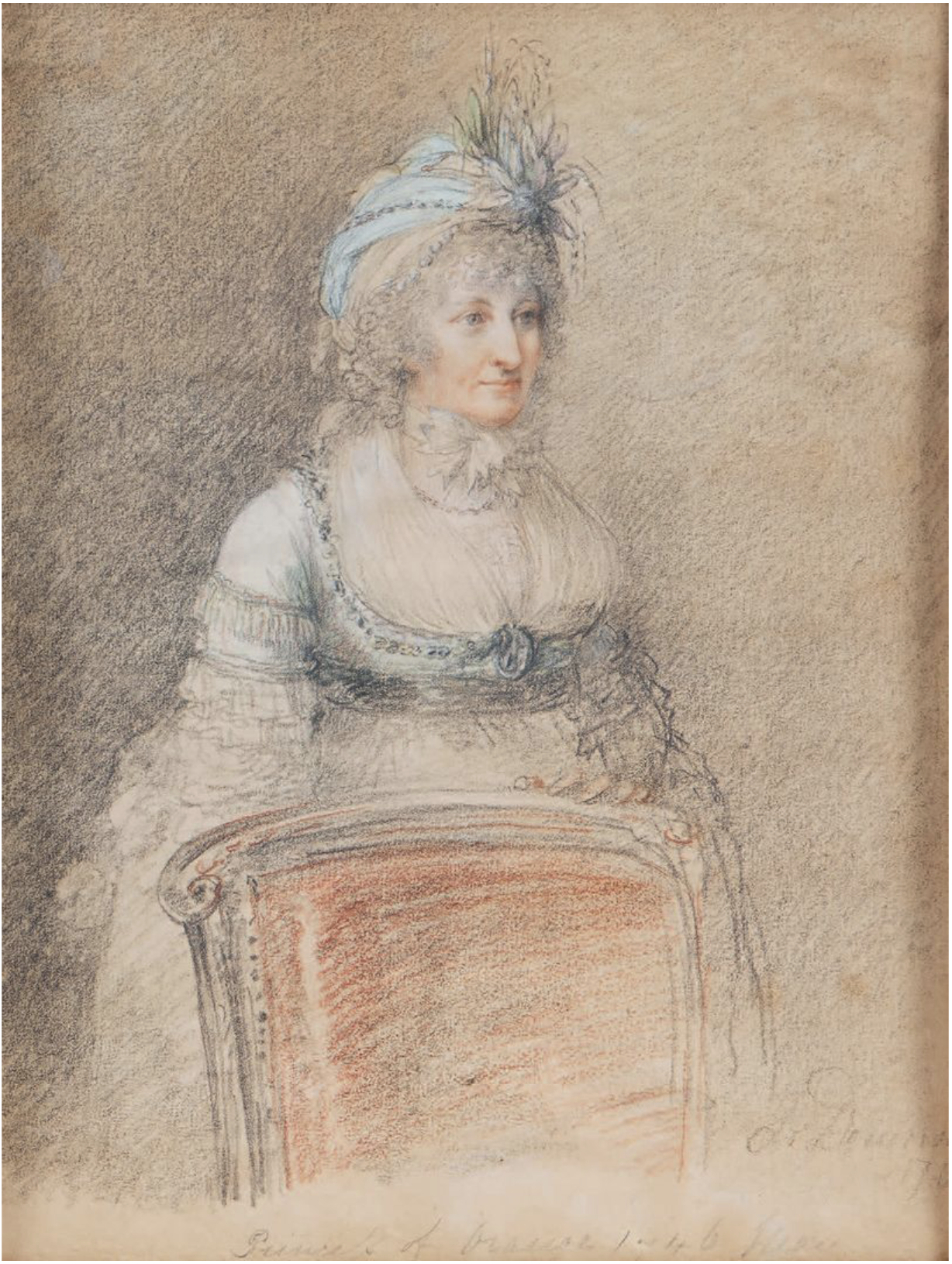
Wilhelmine von Preußen während ihres Exils in England zwischen 1795 und 1802, Zeichnung von Peltro William Tomkins (1759–1840)

Friederike Sophie Wilhelmine von Preußen (* 7. August 1751 in Berlin; † 9. Juni 1820 im Schloss Het Loo, Apeldoorn) war eine preußische Prinzessin und durch Heirat Erbstatthalterin der Niederlande.

## Leben
Wilhelmine war die einzige Tochter des Prinzen August Wilhelm von Preußen (1722–1758) aus dessen Ehe mit Luise Amalie (1722–1780), Tochter des Herzogs Ferdinand Albrecht II. von Braunschweig-Wolfenbüttel und somit eine Schwester des preußischen Königs Friedrich Wilhelm II.
Wilhelmine heiratete am 4. Oktober 1767 in Berlin Prinz Wilhelm V. von Oranien, Statthalter der Niederlande (1748–1806). Die Ehe wurde auf Veranlassung ihres Onkels, Friedrich II., durch den seit 1763 als preußischer Gesandter in den Niederlanden weilenden Friedrich Wilhelm von Thulemeyer ausgehandelt. Mit ihrem Onkel Friedrich dem Großen, als dessen Lieblingsnichte sie galt, führte sie einen jahrelangen ausführlichen Briefwechsel mit politischem Inhalt. Gestützt auf dessen Ratschläge, versuchte sie politischen Einfluss in den Niederlanden zu gewinnen.
Wilhelm V. von Oranien kam in den 1780er Jahren zunehmend in politische Konflikte mit der heimischen Patriotenbewegung. Diese demokratischen Kräfte erstarkten nach dem für die Niederlande desaströsen Ende des Vierten Englisch-Niederländischen Krieges (1780–1784) und Wilhelm wurde als Generalkapitän der Provinz Holland abgesetzt.

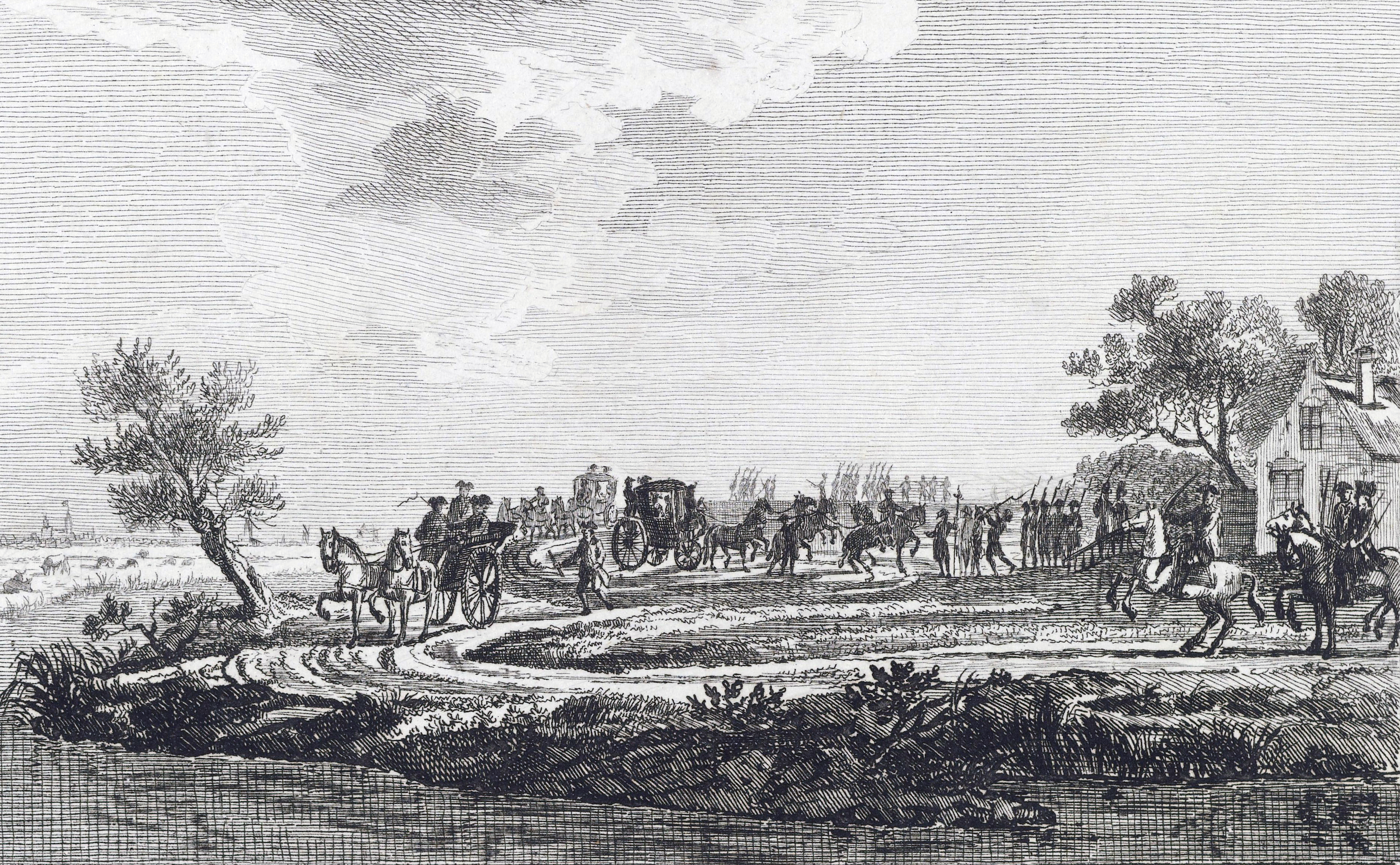
Die Verhaftung von Prinzessin Wilhelmine in Goejanverwellesluis, nach Matthias de Sallieth

Wilhelmines Versuche, ihren Onkel Friedrich und dessen Nachfolger Friedrich Wilhelm II. zu einem militärischen Eingreifen zu ihren Gunsten zu bewegen, scheiterten zunächst. Sie begab sich Ende Juni 1787 auf eine provokante Reise von Nimwegen, dem Sitz des oranischen Hofes, nach Den Haag, ihrer ehemaligen Residenz in Holland, um dort Anhänger um sich zu sammeln. Ihr wurde in der Nähe von Gouda – dem dadurch historisch gewordenen Goejanverwellesluis – der Weg versperrt. Zurückgekehrt schilderte sie ihre Zurückweisung wahrheitswidrig als entehrende Gefangenschaft, wodurch es ihr gelang, ihren Bruder im September 1787 zum Einmarsch preußischer Truppen in Holland unter Karl Wilhelm Ferdinand von Braunschweig zu veranlassen, der die Macht der oranischen Statthalterschaft wiederherstellte.
Wilhelmine berief den fähigen Laurens Pieter van de Spiegel zum Ratspensionär und bemühte sich weiter um politische Einflussnahme, wobei man von der „Partei der Prinzessin“ redete. Das Statthalterpaar wurde 1795 von den Franzosen vertrieben und flüchtete nach England. Wilhelm V. starb im Exil. Wilhelmine kehrte 1813 in die Niederlande zurück und erlebte 1815 die Ausrufung ihres Sohnes zum König der Niederlande.

## Nachkommen
Aus ihrer Ehe hatte Wilhelmine folgende Kinder:
- Sohn (*/† 1769)
- Friederike Luise Wilhelmine (1770–1819)

⚭ 1790 Erbprinz Karl Georg August von Braunschweig-Wolfenbüttel (1766–1806)
- Wilhelm I. (1772–1843), König der Niederlande

⚭ 1. 1791 Prinzessin Friederike Luise Wilhelmine von Preußen (1774–1837)
⚭ 2. 1841 Gräfin Henriëtte d’Oultremont de Wégimont (1792–1864)
- Friedrich (1774–1799)

## Abstammung
| Friedrich Wilhelm (Kurfürst von Brandenburg und Herzog in Preußen) ⚭ Luise | Friedrich Wilhelm (Kurfürst von Brandenburg und Herzog in Preußen) ⚭ Luise | Friedrich Wilhelm (Kurfürst von Brandenburg und Herzog in Preußen) ⚭ Luise | Friedrich Wilhelm (Kurfürst von Brandenburg und Herzog in Preußen) ⚭ Luise | Friedrich Wilhelm (Kurfürst von Brandenburg und Herzog in Preußen) ⚭ Luise | Friedrich Wilhelm (Kurfürst von Brandenburg und Herzog in Preußen) ⚭ Luise |  |  | Ernst August (Kurfürst von Hannover)    | Ernst August (Kurfürst von Hannover)    | Ernst August (Kurfürst von Hannover)    | Ernst August (Kurfürst von Hannover)    | Ernst August (Kurfürst von Hannover)    | Ernst August (Kurfürst von Hannover)    |  |  | Sophie (Kurfürstin von Hannover)    | Sophie (Kurfürstin von Hannover)    | Sophie (Kurfürstin von Hannover)    | Sophie (Kurfürstin von Hannover)    | Sophie (Kurfürstin von Hannover)          | Sophie (Kurfürstin von Hannover)          |                                           |                                           | Georg Wilhelm (Fürst von Lüneburg) ⚭ Eleonore d’Olbreuse | Georg Wilhelm (Fürst von Lüneburg) ⚭ Eleonore d’Olbreuse | Georg Wilhelm (Fürst von Lüneburg) ⚭ Eleonore d’Olbreuse | Georg Wilhelm (Fürst von Lüneburg) ⚭ Eleonore d’Olbreuse | Georg Wilhelm (Fürst von Lüneburg) ⚭ Eleonore d’Olbreuse | Georg Wilhelm (Fürst von Lüneburg) ⚭ Eleonore d’Olbreuse |                                 |                                 | August II. (Fürst von Braunschweig-Wolfenbüttel) ⚭ Sophie Elisabeth | August II. (Fürst von Braunschweig-Wolfenbüttel) ⚭ Sophie Elisabeth | August II. (Fürst von Braunschweig-Wolfenbüttel) ⚭ Sophie Elisabeth | August II. (Fürst von Braunschweig-Wolfenbüttel) ⚭ Sophie Elisabeth | August II. (Fürst von Braunschweig-Wolfenbüttel) ⚭ Sophie Elisabeth | August II. (Fürst von Braunschweig-Wolfenbüttel) ⚭ Sophie Elisabeth |                                               |                                               | Friedrich (Mediat-Landgrafschaft Hessen-Eschwege) ⚭ Eleonore Katharine | Friedrich (Mediat-Landgrafschaft Hessen-Eschwege) ⚭ Eleonore Katharine | Friedrich (Mediat-Landgrafschaft Hessen-Eschwege) ⚭ Eleonore Katharine | Friedrich (Mediat-Landgrafschaft Hessen-Eschwege) ⚭ Eleonore Katharine | Friedrich (Mediat-Landgrafschaft Hessen-Eschwege) ⚭ Eleonore Katharine | Friedrich (Mediat-Landgrafschaft Hessen-Eschwege) ⚭ Eleonore Katharine |  |  | Anton Ulrich (Fürst von Braunschweig-Wolfenbüttel) ⚭ Elisabeth Juliane | Anton Ulrich (Fürst von Braunschweig-Wolfenbüttel) ⚭ Elisabeth Juliane | Anton Ulrich (Fürst von Braunschweig-Wolfenbüttel) ⚭ Elisabeth Juliane | Anton Ulrich (Fürst von Braunschweig-Wolfenbüttel) ⚭ Elisabeth Juliane | Anton Ulrich (Fürst von Braunschweig-Wolfenbüttel) ⚭ Elisabeth Juliane | Anton Ulrich (Fürst von Braunschweig-Wolfenbüttel) ⚭ Elisabeth Juliane |  |  | Albrecht Ernst I. (Fürst von Oettingen-Oettingen) ⚭ Christine Friederike | Albrecht Ernst I. (Fürst von Oettingen-Oettingen) ⚭ Christine Friederike | Albrecht Ernst I. (Fürst von Oettingen-Oettingen) ⚭ Christine Friederike | Albrecht Ernst I. (Fürst von Oettingen-Oettingen) ⚭ Christine Friederike | Albrecht Ernst I. (Fürst von Oettingen-Oettingen) ⚭ Christine Friederike | Albrecht Ernst I. (Fürst von Oettingen-Oettingen) ⚭ Christine Friederike |
| Friedrich Wilhelm (Kurfürst von Brandenburg und Herzog in Preußen) ⚭ Luise | Friedrich Wilhelm (Kurfürst von Brandenburg und Herzog in Preußen) ⚭ Luise | Friedrich Wilhelm (Kurfürst von Brandenburg und Herzog in Preußen) ⚭ Luise | Friedrich Wilhelm (Kurfürst von Brandenburg und Herzog in Preußen) ⚭ Luise | Friedrich Wilhelm (Kurfürst von Brandenburg und Herzog in Preußen) ⚭ Luise | Friedrich Wilhelm (Kurfürst von Brandenburg und Herzog in Preußen) ⚭ Luise |  |  | Ernst August (Kurfürst von Hannover)    | Ernst August (Kurfürst von Hannover)    | Ernst August (Kurfürst von Hannover)    | Ernst August (Kurfürst von Hannover)    | Ernst August (Kurfürst von Hannover)    | Ernst August (Kurfürst von Hannover)    |  |  | Sophie (Kurfürstin von Hannover)    | Sophie (Kurfürstin von Hannover)    | Sophie (Kurfürstin von Hannover)    | Sophie (Kurfürstin von Hannover)    | Sophie (Kurfürstin von Hannover)          | Sophie (Kurfürstin von Hannover)          |                                           |                                           | Georg Wilhelm (Fürst von Lüneburg) ⚭ Eleonore d’Olbreuse | Georg Wilhelm (Fürst von Lüneburg) ⚭ Eleonore d’Olbreuse | Georg Wilhelm (Fürst von Lüneburg) ⚭ Eleonore d’Olbreuse | Georg Wilhelm (Fürst von Lüneburg) ⚭ Eleonore d’Olbreuse | Georg Wilhelm (Fürst von Lüneburg) ⚭ Eleonore d’Olbreuse | Georg Wilhelm (Fürst von Lüneburg) ⚭ Eleonore d’Olbreuse |                                 |                                 | August II. (Fürst von Braunschweig-Wolfenbüttel) ⚭ Sophie Elisabeth | August II. (Fürst von Braunschweig-Wolfenbüttel) ⚭ Sophie Elisabeth | August II. (Fürst von Braunschweig-Wolfenbüttel) ⚭ Sophie Elisabeth | August II. (Fürst von Braunschweig-Wolfenbüttel) ⚭ Sophie Elisabeth | August II. (Fürst von Braunschweig-Wolfenbüttel) ⚭ Sophie Elisabeth | August II. (Fürst von Braunschweig-Wolfenbüttel) ⚭ Sophie Elisabeth |                                               |                                               | Friedrich (Mediat-Landgrafschaft Hessen-Eschwege) ⚭ Eleonore Katharine | Friedrich (Mediat-Landgrafschaft Hessen-Eschwege) ⚭ Eleonore Katharine | Friedrich (Mediat-Landgrafschaft Hessen-Eschwege) ⚭ Eleonore Katharine | Friedrich (Mediat-Landgrafschaft Hessen-Eschwege) ⚭ Eleonore Katharine | Friedrich (Mediat-Landgrafschaft Hessen-Eschwege) ⚭ Eleonore Katharine | Friedrich (Mediat-Landgrafschaft Hessen-Eschwege) ⚭ Eleonore Katharine |  |  | Anton Ulrich (Fürst von Braunschweig-Wolfenbüttel) ⚭ Elisabeth Juliane | Anton Ulrich (Fürst von Braunschweig-Wolfenbüttel) ⚭ Elisabeth Juliane | Anton Ulrich (Fürst von Braunschweig-Wolfenbüttel) ⚭ Elisabeth Juliane | Anton Ulrich (Fürst von Braunschweig-Wolfenbüttel) ⚭ Elisabeth Juliane | Anton Ulrich (Fürst von Braunschweig-Wolfenbüttel) ⚭ Elisabeth Juliane | Anton Ulrich (Fürst von Braunschweig-Wolfenbüttel) ⚭ Elisabeth Juliane |  |  | Albrecht Ernst I. (Fürst von Oettingen-Oettingen) ⚭ Christine Friederike | Albrecht Ernst I. (Fürst von Oettingen-Oettingen) ⚭ Christine Friederike | Albrecht Ernst I. (Fürst von Oettingen-Oettingen) ⚭ Christine Friederike | Albrecht Ernst I. (Fürst von Oettingen-Oettingen) ⚭ Christine Friederike | Albrecht Ernst I. (Fürst von Oettingen-Oettingen) ⚭ Christine Friederike | Albrecht Ernst I. (Fürst von Oettingen-Oettingen) ⚭ Christine Friederike |
|                                                                            |                                                                            |                                                                            |                                                                            |                                                                            |                                                                            |  |  |                                         |                                         |                                         |                                         |                                         |                                         |  |  |                                     |                                     |                                     |                                     |                                           |                                           |                                           |                                           |                                                          |                                                          |                                                          |                                                          |                                                          |                                                          |                                 |                                 |                                                                     |                                                                     |                                                                     |                                                                     |                                                                     |                                                                     |                                               |                                               |                                                                        |                                                                        |                                                                        |                                                                        |                                                                        |                                                                        |  |  |                                                                        |                                                                        |                                                                        |                                                                        |                                                                        |                                                                        |  |  |                                                                          |                                                                          |                                                                          |                                                                          |                                                                          |                                                                          |
|                                                                            |                                                                            |                                                                            |                                                                            |                                                                            |                                                                            |  |  |                                         |                                         |                                         |                                         |                                         |                                         |  |  |                                     |                                     |                                     |                                     |                                           |                                           |                                           |                                           |                                                          |                                                          |                                                          |                                                          |                                                          |                                                          |                                 |                                 |                                                                     |                                                                     |                                                                     |                                                                     |                                                                     |                                                                     |                                               |                                               |                                                                        |                                                                        |                                                                        |                                                                        |                                                                        |                                                                        |  |  |                                                                        |                                                                        |                                                                        |                                                                        |                                                                        |                                                                        |  |  |                                                                          |                                                                          |                                                                          |                                                                          |                                                                          |                                                                          |
| Friedrich I. (König in Preußen)                                            | Friedrich I. (König in Preußen)                                            | Friedrich I. (König in Preußen)                                            | Friedrich I. (König in Preußen)                                            | Friedrich I. (König in Preußen)                                            | Friedrich I. (König in Preußen)                                            |  |  | Sophie Charlotte                        | Sophie Charlotte                        | Sophie Charlotte                        | Sophie Charlotte                        | Sophie Charlotte                        | Sophie Charlotte                        |  |  | Georg I. (König von Großbritannien) | Georg I. (König von Großbritannien) | Georg I. (König von Großbritannien) | Georg I. (König von Großbritannien) | Georg I. (König von Großbritannien)       | Georg I. (König von Großbritannien)       |                                           |                                           | Sophie Dorothea                                          | Sophie Dorothea                                          | Sophie Dorothea                                          | Sophie Dorothea                                          | Sophie Dorothea                                          | Sophie Dorothea                                          |                                 |                                 | Ferdinand Albrecht I. (Herzog von Braunschweig-Wolfenbüttel-Bevern) | Ferdinand Albrecht I. (Herzog von Braunschweig-Wolfenbüttel-Bevern) | Ferdinand Albrecht I. (Herzog von Braunschweig-Wolfenbüttel-Bevern) | Ferdinand Albrecht I. (Herzog von Braunschweig-Wolfenbüttel-Bevern) | Ferdinand Albrecht I. (Herzog von Braunschweig-Wolfenbüttel-Bevern) | Ferdinand Albrecht I. (Herzog von Braunschweig-Wolfenbüttel-Bevern) |                                               |                                               | Christine                                                              | Christine                                                              | Christine                                                              | Christine                                                              | Christine                                                              | Christine                                                              |  |  | Ludwig Rudolf (Herzog von Braunschweig-Lüneburg)                       | Ludwig Rudolf (Herzog von Braunschweig-Lüneburg)                       | Ludwig Rudolf (Herzog von Braunschweig-Lüneburg)                       | Ludwig Rudolf (Herzog von Braunschweig-Lüneburg)                       | Ludwig Rudolf (Herzog von Braunschweig-Lüneburg)                       | Ludwig Rudolf (Herzog von Braunschweig-Lüneburg)                       |  |  | Christine Luise                                                          | Christine Luise                                                          | Christine Luise                                                          | Christine Luise                                                          | Christine Luise                                                          | Christine Luise                                                          |
| Friedrich I. (König in Preußen)                                            | Friedrich I. (König in Preußen)                                            | Friedrich I. (König in Preußen)                                            | Friedrich I. (König in Preußen)                                            | Friedrich I. (König in Preußen)                                            | Friedrich I. (König in Preußen)                                            |  |  | Sophie Charlotte                        | Sophie Charlotte                        | Sophie Charlotte                        | Sophie Charlotte                        | Sophie Charlotte                        | Sophie Charlotte                        |  |  | Georg I. (König von Großbritannien) | Georg I. (König von Großbritannien) | Georg I. (König von Großbritannien) | Georg I. (König von Großbritannien) | Georg I. (König von Großbritannien)       | Georg I. (König von Großbritannien)       |                                           |                                           | Sophie Dorothea                                          | Sophie Dorothea                                          | Sophie Dorothea                                          | Sophie Dorothea                                          | Sophie Dorothea                                          | Sophie Dorothea                                          |                                 |                                 | Ferdinand Albrecht I. (Herzog von Braunschweig-Wolfenbüttel-Bevern) | Ferdinand Albrecht I. (Herzog von Braunschweig-Wolfenbüttel-Bevern) | Ferdinand Albrecht I. (Herzog von Braunschweig-Wolfenbüttel-Bevern) | Ferdinand Albrecht I. (Herzog von Braunschweig-Wolfenbüttel-Bevern) | Ferdinand Albrecht I. (Herzog von Braunschweig-Wolfenbüttel-Bevern) | Ferdinand Albrecht I. (Herzog von Braunschweig-Wolfenbüttel-Bevern) |                                               |                                               | Christine                                                              | Christine                                                              | Christine                                                              | Christine                                                              | Christine                                                              | Christine                                                              |  |  | Ludwig Rudolf (Herzog von Braunschweig-Lüneburg)                       | Ludwig Rudolf (Herzog von Braunschweig-Lüneburg)                       | Ludwig Rudolf (Herzog von Braunschweig-Lüneburg)                       | Ludwig Rudolf (Herzog von Braunschweig-Lüneburg)                       | Ludwig Rudolf (Herzog von Braunschweig-Lüneburg)                       | Ludwig Rudolf (Herzog von Braunschweig-Lüneburg)                       |  |  | Christine Luise                                                          | Christine Luise                                                          | Christine Luise                                                          | Christine Luise                                                          | Christine Luise                                                          | Christine Luise                                                          |
|                                                                            |                                                                            |                                                                            |                                                                            |                                                                            |                                                                            |  |  |                                         |                                         |                                         |                                         |                                         |                                         |  |  |                                     |                                     |                                     |                                     |                                           |                                           |                                           |                                           |                                                          |                                                          |                                                          |                                                          |                                                          |                                                          |                                 |                                 |                                                                     |                                                                     |                                                                     |                                                                     |                                                                     |                                                                     |                                               |                                               |                                                                        |                                                                        |                                                                        |                                                                        |                                                                        |                                                                        |  |  |                                                                        |                                                                        |                                                                        |                                                                        |                                                                        |                                                                        |  |  |                                                                          |                                                                          |                                                                          |                                                                          |                                                                          |                                                                          |
|                                                                            |                                                                            |                                                                            |                                                                            |                                                                            |                                                                            |  |  |                                         |                                         |                                         |                                         |                                         |                                         |  |  |                                     |                                     |                                     |                                     |                                           |                                           |                                           |                                           |                                                          |                                                          |                                                          |                                                          |                                                          |                                                          |                                 |                                 |                                                                     |                                                                     |                                                                     |                                                                     |                                                                     |                                                                     |                                               |                                               |                                                                        |                                                                        |                                                                        |                                                                        |                                                                        |                                                                        |  |  |                                                                        |                                                                        |                                                                        |                                                                        |                                                                        |                                                                        |  |  |                                                                          |                                                                          |                                                                          |                                                                          |                                                                          |                                                                          |
|                                                                            |                                                                            |                                                                            |                                                                            |                                                                            |                                                                            |  |  | Friedrich Wilhelm I. (König in Preußen) | Friedrich Wilhelm I. (König in Preußen) | Friedrich Wilhelm I. (König in Preußen) | Friedrich Wilhelm I. (König in Preußen) | Friedrich Wilhelm I. (König in Preußen) | Friedrich Wilhelm I. (König in Preußen) |  |  | Sophie Dorothea                     | Sophie Dorothea                     | Sophie Dorothea                     | Sophie Dorothea                     | Sophie Dorothea                           | Sophie Dorothea                           |                                           |                                           |                                                          |                                                          |                                                          |                                                          |                                                          |                                                          |                                 |                                 |                                                                     |                                                                     |                                                                     |                                                                     |                                                                     |                                                                     |                                               |                                               | Ferdinand Albrecht II. (Herzog von Braunschweig-Wolfenbüttel)          | Ferdinand Albrecht II. (Herzog von Braunschweig-Wolfenbüttel)          | Ferdinand Albrecht II. (Herzog von Braunschweig-Wolfenbüttel)          | Ferdinand Albrecht II. (Herzog von Braunschweig-Wolfenbüttel)          | Ferdinand Albrecht II. (Herzog von Braunschweig-Wolfenbüttel)          | Ferdinand Albrecht II. (Herzog von Braunschweig-Wolfenbüttel)          |  |  | Antoinette Amalie                                                      | Antoinette Amalie                                                      | Antoinette Amalie                                                      | Antoinette Amalie                                                      | Antoinette Amalie                                                      | Antoinette Amalie                                                      |  |  |                                                                          |                                                                          |                                                                          |                                                                          |                                                                          |                                                                          |
|                                                                            |                                                                            |                                                                            |                                                                            |                                                                            |                                                                            |  |  | Friedrich Wilhelm I. (König in Preußen) | Friedrich Wilhelm I. (König in Preußen) | Friedrich Wilhelm I. (König in Preußen) | Friedrich Wilhelm I. (König in Preußen) | Friedrich Wilhelm I. (König in Preußen) | Friedrich Wilhelm I. (König in Preußen) |  |  | Sophie Dorothea                     | Sophie Dorothea                     | Sophie Dorothea                     | Sophie Dorothea                     | Sophie Dorothea                           | Sophie Dorothea                           |                                           |                                           |                                                          |                                                          |                                                          |                                                          |                                                          |                                                          |                                 |                                 |                                                                     |                                                                     |                                                                     |                                                                     |                                                                     |                                                                     |                                               |                                               | Ferdinand Albrecht II. (Herzog von Braunschweig-Wolfenbüttel)          | Ferdinand Albrecht II. (Herzog von Braunschweig-Wolfenbüttel)          | Ferdinand Albrecht II. (Herzog von Braunschweig-Wolfenbüttel)          | Ferdinand Albrecht II. (Herzog von Braunschweig-Wolfenbüttel)          | Ferdinand Albrecht II. (Herzog von Braunschweig-Wolfenbüttel)          | Ferdinand Albrecht II. (Herzog von Braunschweig-Wolfenbüttel)          |  |  | Antoinette Amalie                                                      | Antoinette Amalie                                                      | Antoinette Amalie                                                      | Antoinette Amalie                                                      | Antoinette Amalie                                                      | Antoinette Amalie                                                      |  |  |                                                                          |                                                                          |                                                                          |                                                                          |                                                                          |                                                                          |
|                                                                            |                                                                            |                                                                            |                                                                            |                                                                            |                                                                            |  |  |                                         |                                         |                                         |                                         |                                         |                                         |  |  |                                     |                                     |                                     |                                     |                                           |                                           |                                           |                                           |                                                          |                                                          |                                                          |                                                          |                                                          |                                                          |                                 |                                 |                                                                     |                                                                     |                                                                     |                                                                     |                                                                     |                                                                     |                                               |                                               |                                                                        |                                                                        |                                                                        |                                                                        |                                                                        |                                                                        |  |  |                                                                        |                                                                        |                                                                        |                                                                        |                                                                        |                                                                        |  |  |                                                                          |                                                                          |                                                                          |                                                                          |                                                                          |                                                                          |
|                                                                            |                                                                            |                                                                            |                                                                            |                                                                            |                                                                            |  |  |                                         |                                         |                                         |                                         |                                         |                                         |  |  |                                     |                                     |                                     |                                     |                                           |                                           |                                           |                                           |                                                          |                                                          |                                                          |                                                          |                                                          |                                                          |                                 |                                 |                                                                     |                                                                     |                                                                     |                                                                     |                                                                     |                                                                     |                                               |                                               |                                                                        |                                                                        |                                                                        |                                                                        |                                                                        |                                                                        |  |  |                                                                        |                                                                        |                                                                        |                                                                        |                                                                        |                                                                        |  |  |                                                                          |                                                                          |                                                                          |                                                                          |                                                                          |                                                                          |
|                                                                            |                                                                            |                                                                            |                                                                            |                                                                            |                                                                            |  |  |                                         |                                         |                                         |                                         |                                         |                                         |  |  | Friedrich II. (König von Preußen)   | Friedrich II. (König von Preußen)   | Friedrich II. (König von Preußen)   | Friedrich II. (König von Preußen)   | Friedrich II. (König von Preußen)         | Friedrich II. (König von Preußen)         |                                           |                                           | August Wilhelm (Prinz von Preußen)                       | August Wilhelm (Prinz von Preußen)                       | August Wilhelm (Prinz von Preußen)                       | August Wilhelm (Prinz von Preußen)                       | August Wilhelm (Prinz von Preußen)                       | August Wilhelm (Prinz von Preußen)                       |                                 |                                 | Luise Amalie (Prinzessin von Preußen)                               | Luise Amalie (Prinzessin von Preußen)                               | Luise Amalie (Prinzessin von Preußen)                               | Luise Amalie (Prinzessin von Preußen)                               | Luise Amalie (Prinzessin von Preußen)                               | Luise Amalie (Prinzessin von Preußen)                               |                                               |                                               |                                                                        |                                                                        |                                                                        |                                                                        |                                                                        |                                                                        |  |  |                                                                        |                                                                        |                                                                        |                                                                        |                                                                        |                                                                        |  |  |                                                                          |                                                                          |                                                                          |                                                                          |                                                                          |                                                                          |
|                                                                            |                                                                            |                                                                            |                                                                            |                                                                            |                                                                            |  |  |                                         |                                         |                                         |                                         |                                         |                                         |  |  | Friedrich II. (König von Preußen)   | Friedrich II. (König von Preußen)   | Friedrich II. (König von Preußen)   | Friedrich II. (König von Preußen)   | Friedrich II. (König von Preußen)         | Friedrich II. (König von Preußen)         |                                           |                                           | August Wilhelm (Prinz von Preußen)                       | August Wilhelm (Prinz von Preußen)                       | August Wilhelm (Prinz von Preußen)                       | August Wilhelm (Prinz von Preußen)                       | August Wilhelm (Prinz von Preußen)                       | August Wilhelm (Prinz von Preußen)                       |                                 |                                 | Luise Amalie (Prinzessin von Preußen)                               | Luise Amalie (Prinzessin von Preußen)                               | Luise Amalie (Prinzessin von Preußen)                               | Luise Amalie (Prinzessin von Preußen)                               | Luise Amalie (Prinzessin von Preußen)                               | Luise Amalie (Prinzessin von Preußen)                               |                                               |                                               |                                                                        |                                                                        |                                                                        |                                                                        |                                                                        |                                                                        |  |  |                                                                        |                                                                        |                                                                        |                                                                        |                                                                        |                                                                        |  |  |                                                                          |                                                                          |                                                                          |                                                                          |                                                                          |                                                                          |
|                                                                            |                                                                            |                                                                            |                                                                            |                                                                            |                                                                            |  |  |                                         |                                         |                                         |                                         |                                         |                                         |  |  |                                     |                                     |                                     |                                     |                                           |                                           |                                           |                                           |                                                          |                                                          |                                                          |                                                          |                                                          |                                                          |                                 |                                 |                                                                     |                                                                     |                                                                     |                                                                     |                                                                     |                                                                     |                                               |                                               |                                                                        |                                                                        |                                                                        |                                                                        |                                                                        |                                                                        |  |  |                                                                        |                                                                        |                                                                        |                                                                        |                                                                        |                                                                        |  |  |                                                                          |                                                                          |                                                                          |                                                                          |                                                                          |                                                                          |
|                                                                            |                                                                            |                                                                            |                                                                            |                                                                            |                                                                            |  |  |                                         |                                         |                                         |                                         |                                         |                                         |  |  |                                     |                                     |                                     |                                     |                                           |                                           |                                           |                                           |                                                          |                                                          |                                                          |                                                          |                                                          |                                                          |                                 |                                 |                                                                     |                                                                     |                                                                     |                                                                     |                                                                     |                                                                     |                                               |                                               |                                                                        |                                                                        |                                                                        |                                                                        |                                                                        |                                                                        |  |  |                                                                        |                                                                        |                                                                        |                                                                        |                                                                        |                                                                        |  |  |                                                                          |                                                                          |                                                                          |                                                                          |                                                                          |                                                                          |
|                                                                            |                                                                            |                                                                            |                                                                            |                                                                            |                                                                            |  |  |                                         |                                         |                                         |                                         |                                         |                                         |  |  |                                     |                                     |                                     |                                     | Friedrich Wilhelm II. (König von Preußen) | Friedrich Wilhelm II. (König von Preußen) | Friedrich Wilhelm II. (König von Preußen) | Friedrich Wilhelm II. (König von Preußen) | Friedrich Wilhelm II. (König von Preußen)                | Friedrich Wilhelm II. (König von Preußen)                |                                                          |                                                          | Heinrich (preußischer Offizier)                          | Heinrich (preußischer Offizier)                          | Heinrich (preußischer Offizier) | Heinrich (preußischer Offizier) | Heinrich (preußischer Offizier)                                     | Heinrich (preußischer Offizier)                                     |                                                                     |                                                                     | Wilhelmine (Erbstatthalterin der Niederlande)                       | Wilhelmine (Erbstatthalterin der Niederlande)                       | Wilhelmine (Erbstatthalterin der Niederlande) | Wilhelmine (Erbstatthalterin der Niederlande) | Wilhelmine (Erbstatthalterin der Niederlande)                          | Wilhelmine (Erbstatthalterin der Niederlande)                          |                                                                        |                                                                        |                                                                        |                                                                        |  |  |                                                                        |                                                                        |                                                                        |                                                                        |                                                                        |                                                                        |  |  |                                                                          |                                                                          |                                                                          |                                                                          |                                                                          |                                                                          |